# Wendell Ladner
Wendell Ladner (Necaise Crossing, 6 ottobre 1948 – Queens, 24 giugno 1975) è stato un cestista statunitense, professionista nella ABA.

## Morte
Wendell Ladner morì a soli 26 anni il 24 giugno 1975 a causa dello schianto del Volo Eastern Air Lines 66 nei pressi dell Aeroporto Internazionale John F. Kennedy.

Il suo corpo venne riconosciuto dal fatto che al momento dello schianto stava indossando l'anello dei campioni ABA vinto con i New York Nets l'anno prima. 
Per molti anni i Nets inclusero la maglia numero 4 fra quelle ritirate, anche se non fu mai formalmente ritirata.

## Palmarès
- Campionato ABA: 1

New York Nets: 1974
- ABA All-Rookie Team (1971)
- ABA All-Star Game: 2

1971, 1972
- Quarantasettesimo migliore rimbalzista di sempre ABA